# Loftahammar
Loftahammar är en tätort i Västerviks kommun, i orten ligger byn Tångered som var kyrkby i Loftahammars socken, i Kalmar län. 
Loftahammar ligger på en halvö som sedan 1983 är förbunden med fastlandet via Bjursundsbron (tidigare vägfärjeled).

## Historia
Namnmässigt har Loftahammar fått sitt namn från den Lofta socken längre inåt land från vilken Loftahammars socken avsöndrats och en trolig förklaring till tillnamnet från fornsvenskan, "-hammar" skulle då vara "Loftas stenar", vilket väl beskriver naturen kring "hammaren" som egentligen är halvön på vilken dagens ort är belägen. Någon by med namnet Loftahammar har dock inte funnits.
Som namn på halvön förekommer namnet i ett dokument första gången omkring 1300 (usque Hambrae) och 1383 (uppa Lophtahambrum).
Byn Hallmare som ligger i Loftahammars socken (men inte i tätorten) omtalas i Kung Valdemars segelled. Med sin vårdkase var en del i den viktiga fartygsleden utanför Smålandskusten. 
Den här orten hette ursprungligen Tångered och var en by i Loftahammars socken. Åren 1928–1946 fanns här en cementvarufabrik.

### Befolkningsutveckling
| Befolkningsutvecklingen i Loftahammar 1960–2020 | Befolkningsutvecklingen i Loftahammar 1960–2020 | Befolkningsutvecklingen i Loftahammar 1960–2020 | Befolkningsutvecklingen i Loftahammar 1960–2020 | Befolkningsutvecklingen i Loftahammar 1960–2020 |
| ----------------------------------------------- | ----------------------------------------------- | ----------------------------------------------- | ----------------------------------------------- | ----------------------------------------------- |
|                                                 |                                                 |                                                 |                                                 |                                                 |
| År                                              |                                                 |                                                 | Folkmängd                                       | Areal (ha)                                      |
| 1960                                            | 1960                                            |                                                 | 356                                             |                                                 |
| 1965                                            | 1965                                            |                                                 | 295                                             |                                                 |
| 1970                                            | 1970                                            |                                                 | 424                                             |                                                 |
| 1975                                            | 1975                                            |                                                 | 424                                             |                                                 |
| 1980                                            | 1980                                            |                                                 | 475                                             |                                                 |
| 1990                                            | 1990                                            |                                                 | 463                                             | 84                                              |
| 1995                                            | 1995                                            |                                                 | 481                                             | 85                                              |
| 2000                                            | 2000                                            |                                                 | 458                                             | 85                                              |
| 2005                                            | 2005                                            |                                                 | 432                                             | 86                                              |
| 2010                                            | 2010                                            |                                                 | 404                                             | 86                                              |
| 2015                                            | 2015                                            |                                                 | 435                                             | 129                                             |
| 2020                                            | 2020                                            |                                                 | 478                                             | 278                                             |
|                                                 |                                                 |                                                 |                                                 |                                                 |

## Näringsliv
I Loftahammar har Findus en fabrik för djupfrysta bageriprodukter. Fabriken grundades år 1966 som Wienerbagarn Djupfryst AB. År 1973 köptes den av Findus.

### Bankväsende
Loftahammars sparbank grundades 1884. Den uppgick 1969 i Tjustbygdens Sparbank. Sparbanken avvecklade kontoret år 2004.
Loftahammars lån- och kreditkassa grundades år 1906. Den övertogs år 1939 av Skandinaviska Banken. Denna bank hade ett kontor på orten fram till år 1981 när det avyttrades.
Loftahammars centralskola invigdes den 27 maj 1951.

## Kända personer med anknytning till bygden
- August Fredin (1853–1946), svensk folkmusiker och folkmusikupptecknare
- Einar Gustafsson (1914–1995), svensk lantbrukare och politiker (centerpartist)
- Torsten Gustafsson (1920–1994), svensk politiker (centerpartist) och försvarsminister
- Victor Fleetwood (1804–1879), svensk friherre och riksdagspolitiker